# Schoenchen, Kansas
Schoenchen là một thành phố thuộc quận Ellis, tiểu bang Kansas, Hoa Kỳ. Năm 2010, dân số của xã này là 207 người.

## Dân số
Dân số các năm:
- Năm 2000: 214 người
- Năm 2010: 207 người